# Nika Radišić
Nika Radišić (* 19. März 2000 in Koper) ist eine slowenische Tennisspielerin.

## Karriere
Radišić begann mit sieben Jahren das Tennisspielen und bevorzugt Sandplätze. Sie gewann während ihrer Karriere bisher einen Titel im Einzel und 27 Doppeltitel auf der ITF Women’s World Tennis Tour.
Beim Europäischen Olympischen Sommer-Jugendfestival 2015 gewann sie im Doppel zusammen mit ihrer Partnerin Kaja Juvan die Goldmedaille.
Bei den Australian Open 2018 erreichte sie mit Viktória Morvayová das Achtelfinale der Juniorinnen. 2019 erreichte sie mit Nina Potočnik das Finale der mit 100.000 US-Dollar dotierten Kiskút Open.
Seit 2018 spielt sie für die slowenische Billie-Jean-King-Cup-Mannschaft, wo sie von ihren bisher drei Fed-Cup-Matches ein Doppel gewinnen konnte.

## Turniersiege

### Einzel
| Nr. | Datum         | Turnier | Kategorie | Belag | Finalgegnerin | Ergebnis       |
| --- | ------------- | ------- | --------- | ----- | ------------- | -------------- |
| 1.  | 7. April 2019 | Antalya | ITF W15   | Sand  | Yūki Naitō    | 6:3, 4:6, 7:65 |

### Doppel
| Nr. | Datum             | Turnier                  | Kategorie   | Belag             | Partnerin              | Finalgegnerinnen                        | Ergebnis          |
| --- | ----------------- | ------------------------ | ----------- | ----------------- | ---------------------- | --------------------------------------- | ----------------- |
| 1.  | 21. Oktober 2017  | Antalya                  | ITF $15.000 | Sand              | Viktória Morvayová     | Cristina Adamescu Ilona Ghioroaie       | 6:4, 6:4          |
| 2.  | 1. Dezember 2018  | Kairo                    | ITF $15.000 | Sand              | Joanne Züger           | Cristina Ene Michele Zmău               | 6:3, 6:3          |
| 3.  | 15. Dezember 2018 | Solarino                 | ITF $15.000 | Sand              | Selma Ștefania Cadâr   | Oana Gavrilă Gabriela Nicole Tătăruș    | 6:3, 0:6, [14:12] |
| 4.  | 30. März 2019     | Antalya                  | ITF W15     | Sand              | Johana Marková         | Elena Malõgina Park So-hyun             | 6:0, 6:0          |
| 5.  | 10. August 2019   | Cordenons                | ITF W25     | Sand              | Veronika Erjavec       | Martina Caregaro Lisa Sabino            | 6:3, 7:5          |
| 6.  | 9. November 2019  | Antalya                  | ITF W15     | Hartplatz         | Johana Marková         | Paula Arias Manjón Francesca Curmi      | 6:2, 4:6, [11:9]  |
| 7.  | 17. November 2019 | Antalya                  | ITF W15     | Sand              | Johana Marková         | İpek Öz Wiktorija Petrenko              | 6:4, 7:5          |
| 8.  | 16. Juli 2021     | Tarvis                   | ITF W25     | Sand              | Caijsa Wilda Hennemann | Bárbara Gatica Rebeca Pereira           | 6:4, 6:1          |
| 9.  | 4. September 2021 | Triest                   | ITF W25     | Sand              | Andreea Prisăcariu     | Justina Mikulskytė Olivia Tjandramulia  | 7:5, 6:2          |
| 10. | 30. April 2022    | Santa Margherita di Pula | ITF W25     | Sand              | Justina Mikulskytė     | Leyre Romero Gormaz Arantxa Rus         | 4:6, 7:5, [10:7]  |
| 11. | 1. September 2022 | Triest                   | ITF W25     | Sand              | Lu Jiajing             | Lucija Ćirić Bagarić Diāna Marcinkēviča | 7:5, 3:6, [15:13] |
| 12. | 21. Oktober 2022  | Sevilla                  | ITF W25     | Sand              | İpek Öz                | Maryna Kolb Nadija Kolb                 | 7:5, 7:63         |
| 13. | 4. Februar 2023   | Antalya                  | ITF W25     | Sand              | Cristina Dinu          | Sandra Samir Wong Hong-yi               | 7:5, 6:2          |
| 14. | 25. März 2023     | Antalya                  | ITF W15     | Sand              | Denisa Hindová         | Başak Eraydın Yukina Saigō              | 7:66, 6:3         |
| 15. | 26. Mai 2023      | Warmbad Villach          | ITF W25     | Sand              | Jenny Dürst            | Jessie Aney Lena Papadakis              | 6:2, 7:64         |
| 16. | 19. August 2023   | Erwitte                  | ITF W25     | Sand              | Anita Husarić          | Jekaterina Owtscharenko Amarissa Tóth   | 7:5, 7:64         |
| 17. | 26. August 2023   | Bydgoszcz                | ITF W25     | Sand              | Dalila Jakupovic       | Zuzanna Pawlikowska Malwina Rowinska    | 6:4, 6:2          |
| 18. | 31. August 2023   | Triest                   | ITF W25     | Sand              | Anita Husarić          | Mariana Dražić Anastassija Gassanowa    | 6:1, 6:1          |
| 19. | 14. Januar 2024   | Antalya                  | ITF W35     | Sand              | Cristina Dinu          | Amina Anschba Walerija Strachowa        | 6:2, 3:6, [13:11] |
| 20. | 30. März 2024     | Terrassa                 | ITF W35     | Sand              | Anita Wagner           | Yvonne Cavallé Reimers Vasanti Shinde   | 7:5, 7:67         |
| 21. | 18. Mai 2024      | Villach                  | ITF W35     | Sand              | Aneta Kučmová          | Karolína Kubáňová Renata Voráčová       | 6:1, 6:4          |
| 22. | 1. Juni 2024      | Klagenfurt               | ITF W35     | Sand              | Aneta Kučmová          | Kaylah McPhee Nina Vargová              | 6:3, 7:5          |
| 23. | 6. Juli 2024      | Stuttgart                | ITF W35     | Sand              | Cristina Dinu          | Jasmijn Gimbrère Stéphanie Visscher     | 3:6, 6:4, [10:4]  |
| 24. | 27. Juli 2024     | Horb am Neckar           | ITF W35     | Sand              | Aneta Kučmová          | Alina Tscharajewa Yūki Naitō            | 6:4, 6:73, [10:2] |
| 25. | 25. Januar 2025   | Porto                    | ITF W75     | Hartplatz (Halle) | Eudice Chong           | Noma Noha Akugue Tereza Valentová       | 7:65, 6:1         |
| 26. | 31. Mai 2025      | Villach                  | ITF W35     | Sand              | Dalila Jakupovic       | Jasmijn Gimbrère Rasheeda McAdoo        | 6:4, 6:4          |
| 27. | 19. Juli 2025     | Olmütz                   | ITF W75     | Sand              | Dalila Jakupovic       | Rutuja Bhosale Zheng Wushuang           | 6:4, 6:1          |